# Беннінгтон (Айдахо)
Беннінґтон (англ. Bennington) — переписна місцевість в окрузі Бер-Лейк, штат Айдахо, США.

## Географія
Беннінгтон знаходиться у південно-східній частині штату Айдахо вздовж федеральної автомагістралі U.S . Route 30 у 3 км. від міста Монпельє та у 12 км. від міста Джоджтаун, неподалік від кордону зі штатом Юта на півдні та зі штатом Вайомінг на сході.
Беннінгтон розташований за координатами 42°22′56″ пн. ш. 111°19′16″ зх. д. / 42.38222° пн. ш. 111.32111° зх. д. (42.382259, -111.320980).  За даними Бюро перепису населення США в 2010 році переписна місцевість мала площу 16,43 км², з яких 16,42 км² — суходіл та 0,01 км² — водойми.

## Демографія
Згідно з переписом 2010 року, у переписній місцевості мешкало 190 осіб у 64 домогосподарствах у складі 57 родин. Густота населення становила 12 особи/км².  Було 85 помешкань (5/км²).
Расовий склад населення:
| - 97,9 % — білих - 2,1 % — корінних американців - 0,0 % — осіб інших рас |

Частка іспаномовних становила 2,1 % від усіх жителів.
За віковим діапазоном населення розподілялося таким чином: 30,5 % — особи молодші 18 років, 60,6 % — особи у віці 18—64 років, 8,9 % — особи у віці 65 років та старші. Медіана віку мешканця становила 36,0 року. На 100 осіб жіночої статі у переписній місцевості припадало 128,9 чоловіків;  на 100 жінок у віці від 18 років та старших — 106,2 чоловіків також старших 18 років.
Середній дохід на одне домашнє господарство  становив 59 400 доларів США (медіана — 58 125), а середній дохід на одну сім'ю — 63 617 доларів (медіана — 59 375). За межею бідності перебувало 0,0 % осіб, у тому числі 0,0 % дітей у віці до 18 років та 0,0 % осіб у віці 65 років та старших.
Цивільне працевлаштоване населення становило 136 осіб. Основні галузі зайнятості: освіта, охорона здоров'я та соціальна допомога — 47,8 %, фінанси, страхування та нерухомість — 16,9 %, сільське господарство, лісництво, риболовля — 15,4 %.

## Історія
Беннінгтон був заснований переселенцями мормонами 1864 року. Свою назву поселення отримало від мормонського лідера  Бригама Янґа— (англ. Brigham Young) в честь однойменного міста у Вермонті неподалік від місця його народження.

## Населення
За переписом 2010 року населення становило 190 осіб. Білі — 97.4% (185), латиноамериканці та іспаномовні - 2.1% (4); індіанці - 0.2% (1) .